# Gold Digger
«Gold Digger» —en español: «cazafortunas»— es una canción interpretada por el rapero estadounidense Kanye West con la colaboración musical del cantante rhythm and blues Jamie Foxx. Fue coproducida por Jon Brion e incluye elementos de «I Got a Woman» originalmente compuesta e interpretada en 1954 por Ray Charles y fue incluida en el año 2005 en el segundo álbum de estudio de Kanye West, Late Registration. Cabe señalar que, originalmente, la canción se había ofrecido a Shawnna, quien la rechazó.
Durante el tercer cuatrimestre de 2005, «Gold Digger» fue lanzada por el sello Roc-A-Fella Records como el primer y como el segundo sencillo de Late Registration, fuera y dentro de los Estados Unidos, respectivamente. Tras ello, «Gold Digger» lideró las principales musicales de canciones de Australia, los Estados Unidos y Nueva Zelanda, e ingresó al top 5 de las de Canadá, Irlanda y el Reino Unido, convirtiéndose en uno de los sencillos más exitosos de Kanye West. Hasta junio de 2013, «Gold Digger» vendió 3,7 millones de descargas en los Estados Unidos y era el sencillo más exitoso de West en la Billboard Hot 100. Paralelamente, de acuerdo a la compañía The Official UK Charts Company, «Gold Digger» ha vendido alrededor de 350 mil copias en el Reino Unido, las cuales le convierten en el sencillo más vendido de Late Registration en el estado y en el tercer sencillo más vendido de Kanye West en el mismo, después de «American Boy» y «Stronger», respectivamente.

## Lista de canciones
| Sencillo Lado A 1. «Gold Digger» (Radio) 2. «Gold Digger» (Remix) featuring Jamie Foxx & Jay-Z 3. «Gold Digger» (Instrumental) 4. «Gold Digger» (Dirty) 5. «Gold Digger» (Clean) Lado B 1. «Diamonds from Sierra Leone» (Remix) (Radio) 2. «Diamonds from Sierra Leone» (Remix) (LP) 3. «Diamonds from Sierra Leone» (Remix) (Instrumental) CD Promo 1. «Gold Digger» (Radio) (3:29) 2. «Gold Digger» (Instrumental) (3:15) 3. «Gold Digger» (Call Out) (0:11) Maxi sencillo en sencillo en versión europea 1. «Gold Digger» (3:28) 2. «Diamonds from Sierra Leone» (Remix) (3:34) 3. «We Can Make It Better» (3:52) | Maxi-single en 12" en versión europea Lado A 1. «Gold Digger» (Álbum Versión) (Explicit) 2. «Gold Digger» (Radio Version) Lado B 1. B1 «Diamonds from Sierra Leone» (Remix) 2. B2 «We Can Make It Better» Maxi-single en 12" en los Estados Unidos Lado A 1. «Gold Digger» (Radio) 2. «Gold Digger» (LP) 3. «Gold Digger» (Instrumental) Lado B 1. «Diamonds from Sierra Leone» (Remix) (Radio version) Featuring - Jay-Z 2. «Diamonds from Sierra Leone» (Remix) (LP version) Featuring - Jay-Z 3. «Diamonds from Sierra Leone» (Remix) (Instrumental) |

## Listas musicales de canciones
| País/Continente | Lista musical               | Mejor posición |
| --------------- | --------------------------- | -------------- |
| América         |                             |                |
| Canadá          | Canadian Singles Chart      | 5              |
| Estados Unidos  | Billboard Hot 100           | 1              |
| Estados Unidos  | Billboard R&B/Hip-Hop Songs | 1              |
| Estados Unidos  | Billboard Hot Rap Tracks    | 1              |
| Estados Unidos  | Billboard Top 40 Mainstream | 1              |
| Estados Unidos  | Billboard Pop 100           | 1              |
| Europa          |                             |                |
| Alemania        | Top 100 Singles             | 35             |
| Austria         | Top 75 Singles              | 47             |
| Europa          | European Hot 100            | 7              |
| Francia         | Top 100 Singles             | 71             |
| Irlanda         | Top 50 Singles              | 3              |
| Noruega         | Top 20 Singles              | 14             |
| Países Bajos    | Top 100 Singles             | 22             |
| Reino Unido     | Top 75 Singles              | 2              |
| Suecia          | Top 60 Singles              | 34             |
| Suiza           | Top 100 Singles             | 52             |
| Oceanía         |                             |                |
| Australia       | Top 50 Singles              | 1              |
| Nueva Zelanda   | Top 40 Singles              | 1              |

## Certificaciones
| País           | Proveedor | Año  | Certificación | Tipo     | Ventas certificadas |
| -------------- | --------- | ---- | ------------- | -------- | ------------------- |
| América        |           |      |               |          |                     |
| Estados Unidos | RIAA      | 2012 | 4x Platino    | Digital  | 4.000.000           |
| Estados Unidos | RIAA      | 2006 | Platino       | Material | 1.000.000           |
| Europa         |           |      |               |          |                     |
| Reino Unido    | BPI       | 2013 | Oro           | Single   | 400.000             |
| Oceanía        |           |      |               |          |                     |
| Australia      | ARIA      | 2005 | Platino       | Single   | 70.000              |
| Nueva Zelanda  | RIANZ     | 2005 | Oro           | Single   | 7.500               |

## Sucesión en listas
| Anterior: «We Belong Together» de Mariah Carey           | Billboard Hot 100 — Sencillo Nro 1 17 de septiembre de 2005 — 26 de noviembre de 2005   | Siguiente: «Run It!» de Chris Brown          |
| Anterior: «Don't Cha» de Pussycat Dolls con Busta Rhymes | ARIA Charts — Sencillo Nro 1 23 de octubre de 2005 — 12 de noviembre de 2005            | Siguiente: «Hung Up» de Madonna              |
| Anterior: «Big City Life» de Mattafix                    | RIANZ Top 40 Singles — Sencillo Nro 1 14 de noviembre de 2005 — 27 de noviembre de 2005 | Siguiente: «My Humps» de The Black Eyed Peas |